# Vettius Valens
Vettius Valens (* 8. Februar 120; † nach Juni 184) war ein griechischer Astrologe und Astronom des 2. Jahrhunderts n. Chr. Er verfasste das neunbändige Werk Anthologiae, das als richtungsweisendes Werk hinsichtlich astrologischer Zuordnungen von Wochentagen gilt. Es wurde zwischen 150 und 175 n. Chr. geschrieben und stellt den ältesten direkten Beleg für die Einführung der Sieben-Tage-Woche auf Grundlage der mit bloßem Auge sichtbaren Planeten dar.

## Hintergrund
Zwecks Ermittlung der jeweiligen planetaren Herrscher über Stunde, Tag, Monat und Jahr entwickelte Vettius Valens das Verfahren einer horoskopierten Geburt. Sein eigenes Geburtsdatum war wohl die erste Stunde nach Sonnenuntergang am 13. Mechir (8. Februar) 120 n. Chr. im vierten Regierungsjahr des römischen Kaisers Hadrian.
Im Jahr 26 v. Chr. hatte Augustus in seinem zweiten offiziellen Regierungsjahr im altägyptischen Kalender das Schaltjahr einführt und so nach einigen Korrekturen am julianischen Kalender für eine gleiche Länge der Jahre in beiden Kalendern gesorgt. Vettius Valens (Anthologiae I, 9–10) nahm als Rechengrundlage den ägyptischen Neujahrstag 1. Thot (28. August) des Jahres 30 v. Chr. im ägyptischen Kalender als Sonntag. Der explizite Verweis und Nennung der zugrunde liegenden Zeitabschnitte belegt die Annahmen, dass Ägypten eine wichtige Rolle hinsichtlich der siebentägigen Planetenwoche spielte.

## Berechnung solarer und planetarer Längen
In der Anthologiae I, 20 verfasste Vettius Valens Umlaufregeln aufgrund seiner persönlichen Berechnungen. Er ermittelte die Umlauflängen der Sonne sowie der Planeten Jupiter, Mars, Saturn, Merkur und Venus. Für die Berechnung für Venus setzte er die achtjährige synodische Umlaufdauer an, in welcher die Venus durch die 584-Tages-Intervalle fünfmal in Konjunktion steht. Als Rechnungsschema für den Merkur fungierte die Tagesdifferenz, die seit dem 1. Thot vergangen war.

## Ausgaben
Textausgaben
- Wilhelm Kroll: Vettii Valentis anthologiarum libri. Berlin 1908 (editio princeps).
- David Pingree: Vettii Valentis anthologiarum libri novem. Teubner, Leipzig 1986, ISBN 3-322-00275-6.

Übersetzung
- Otto Schönberger, Eberhard Knobloch: Vettius Valens – Blütensträusse. Ins Deutsche übersetzt von Otto Schönberger und Eberhard Knobloch, mit einem Nachwort von Eberhard Knobloch. In: Beate Noack (Hrsg.): Subsidia classica. Band 7. Scripta Mercaturae Verlag, St. Katharinen 2004, ISBN 3-89590-150-4 (RosDok).